# Lola Índigo
Miriam Doblas Muñoz (Madrid, 1 d'abril de 1992), popularment coneguda com a Mimi o Lola Índigo, és una cantant i ballarina espanyola.

## Trajectòria

### Vida personal i inicis
Miriam Doblas va néixer a Madrid a la primavera de 1992, però va ser criada des de petita a la localitat granadina de Huétor-Tájar, d'on se sent natural.
Va començar de molt jove en el món artístic, destacant la seva faceta com a ballarina i coreògrafa. Va ser professora de ball i fins i tot va arribar a participar en alguns musicals. Com a ballarina va treballar a la Xina i Los Angeles al costat d'artistes de renom com Chris Brown, Miguel Bosé, Sweet Califòrnia, Enrique Iglesias, Marta Sánchez i The Baseballs.

### Fama Revolution i Operación Triunfo 2017
Coneguda com a Mimi o Mimi Doblas, l'any 2010, va participar en el reality Fama Revolution on va quedar a la 23a posició.
Mimi, 7 anys després, es va presentar a Operación Triunfo 2017, concurs emès a La 1 de Televisió Espanyola en horari de màxima audiència. Va ser la primera expulsada del programa, per tant, la que va quedar en darrera posició després de fer actuacions com «A-Yo» de Lady Gaga, o «Don't you worry about a thing» de Stevie Wonder, junt amb Ana Guerra.

### Lola Índigo
Però no va ser fins després del seu pas pel concurs musical quan va aconseguir certa popularitat a Espanya. Dins del grup "Lola Índigo" amb les ballarines Laura Ruiz, Claudia Riera, Mónica Peña i Saydi Lubanzadio (les darreres tres sortides del programa FAMA ¡a bailar! 2018), totes elles capitanejades per Mimi Doblas, després de publicar el 20 de juliol de 2018 el seu primer senzill, «Ya no quiero ná», que va superar els nou milions de reproduccions a Spotify, va entrar en la llista dels cinquanta temes més virals del món. El videoclip acumula més de seixanta milions de reproduccions al Youtube. El tema va ser definit com una barreja d'estil trap, feminista i funk.
Des de setembre d'aquest mateix any també és concursant de la setena edició de Tu cara me suena, a Antena 3. On va quedar finalista i a la quarta posició.
El 7 de desembre de 2018 Lola Índigo va llençar el remix de «Ya no quiero ná» on hi participaven, a més de Lola Índigo, els cantants Charly Black i Joey Montana.
Dos mesos i mig (concretament del 21 de desembre de 2018) després de la presentació de «Mujer Bruja» a la gira, Lola Índigo va presentar la versió oficial d'aquest tema amb la col·laboració de la rapera La Mala Rodríguez. «Mujer Bruja» es va convertir en tendència de Youtube i Spotify amb més d'un milió de reproduccions en 24 hores, i més de deu milions al mes de març. També va ser disc de platí i d'or.
El 22 de gener de 2019, Lola Índigo va presentar el senzill "Fuerte» la cançó que seria l'oficial del programa Fama, ¡a bailar! 2019 i que, com els anteriors senzills, acumularia moltes reproduccions a Youtube. A més, Mimi va esdevenir Trainer Artística de l'acadèmia del programa al llarg de la temporada.
El març de 2019, Lola Índigo va anunciar que llançarien el disc «Akelarre» format de 10 cançons, a la primavera del mateix any.
El 9 d'abril de 2019, va llençar el seu quart senzill «El humo», que va ser la banda sonora oficial de la pel·lícula Lo dejo cuando quiera, estrenada al mes d'abril. El tema va acumular més d'un milió de visualitzacions a YouTube en menys de dos dies. La cantant va fer una actuació en directe d'aquest tema a la final del reality Gran Hermano Dúo.
El 26 d'abril del mateix mes, Lola Índigo va llençar el senzill «Maldición» junt amb el colombià Lalo Ebratt, de Trapical Minds. Va arribar, en un sol dia, a 1 milió de visualitzacions a YouTube.
Després d'anunciar que a la primavera Lola Índigo llançaria, el 17 de maig de 2019, va presentar el seu disc de debut «Akelarre», el qual inclou, a part dels 5 senzills ja llançats, 5 noves cançons: «Inocente», «Subliminal (amb Maikel de la Calle)», «No se toca», «Amor Veneno (amb Nabalez)» i «Game Over». Junt amb el llançament del disc, Lola Índigo va començar el 5 de maig la nova gira Akelarre que recorreria sales i festivals al llarg de la primavera i estiu de 2019.

## Disc
- 2019: Akelarre
- 2021: La Niña
- 2023: El Dragón
- 2023: GRX
- 2024: Nave Dragón

## Senzills
- 2018: «Ya no quiero ná»
- 2018: «Mujer bruja» (amb Mala Rodríguez)
- 2019: «Fuerte» (Cançó Oficial del Talent Show de ball, FAMA)
- 2019: «El humo» (cançó original de la película Lo dejo cuando quiera)
- 2019: «Maldición» (amb Lalo Ebratt)
- 2019: «Lola bunny» (amb Don Patricio)
- 2019: «Luna»
- 2020: «4 besos» (amb Rauw Alejandro i Lalo Ebratt)
- 2020: «Mala Cara»
- 2020: «Santería» (amb Danna Paola i Denise Rosenthal)
- 2020: «cómo te va?» (amb Beret)
- 2021: «CALLE» (amb Guaynaa i Cauty)
- 2021: «Spice Girls»
- 2021: «CULO» (amb KHEA)
- 2021: «Niña de la Escuela» (amb TINI i Belinda)
- 2021: «Romeo y Julieta» (amb RVFV)
- 2022: «Las Solteras»
- 2022: «Toy Story»
- 2022: «ABC»
- 2022: «AN1MAL»
- 2022: «DISCOTEKA» (amb María Becerra)
- 2023: «CORAZONES ROTOS» (amb Luis Fonsi)
- 2023: «LA SANTA»
- 2023: «EL TONTO» (amb Quevedo)
- 2024: «LA REINA»

## Col·laboracions
- 2018: «Borracha RMX» (amb Yera, Juan Magán i De la Ghetto)
- 2018: «El mundo entero» (amb Ana Guerra, Aitana, Agoney, Raoul i Maikel de la Calle)
- 2019: «Sensación de vivir» (amb Morat, Lalo Ebartt i Natalia Lacunza)
- 2019: «Me quedo» (amb Aitana)
- 2019: «Autoestima RMX» (amb Cupido i Alizzz)
- 2020: «Problema» (amb Mala Rodríguez)
- 2020: «Lento RMX» (amb Boro Boro i MamboLosco)
- 2020: «Trendy» (amb RVFV)
- 2020: «High (Remix)» (amb Maria Becerra i TINI)
- 2020: «La Tirita» (amb Belén Aguilera)
- 2021: «Demente» (amb Denise Rosenthal)
- 2021: «Chivirika - Remix» (amb El Villanord, Jon Z, Mariah Angeliq, Nesi i Yailin La Mas Viral)
- 2021: «Respira» (amb Guaynaa)
- 2021: «Mañana» (amb Álvaro de Luna)
- 2022: «Piketaison» (amb LUNA KI)
- 2022: «Se Pega» (amb Maffio)
- 2022: «Caramello» (amb Rocco Hunt i Elettra Lamborghini)
- 2022: «Humedad (Remix)» (amb Saiko i Alejo)
- 2022: «Antes Que Salga Sol» (amb FMK)
- 2022: «Caramelo» (amb Rocco Hunt i Elettra Lamborghini)
- 2022: «Se luce» (amb Rafa Pabón)
- 2023: «Tiki Tikit» (amb Ptazeta)
- 2023: «MA Remix» (amb BM, Callejero Fino i la Joaqui)
- 2024: «EL PANTALÓN» (amb Omar Montes i Las Chuches)
- 2024: «KOMBOLEWA (Remix)» (amb Suzete)